# Ferdi Sabit Soyer
Pour les articles homonymes, voir Soyer.
Ferdi Sabit Soyer (Nicosie, Chypre, 1952) est un homme politique chypriote turc.
Il est devenu le 25 avril 2005, le Premier ministre de la république turque de Chypre du Nord (reconnue par la seule Turquie).
Il dirige un gouvernement de coalition entre le Parti républicain turc (CTP), favorable à la réunification de l'île, et le Parti démocrate (DP).

## Cabinet
Son cabinet se compose de la façon suivante :
- Premier ministre : Ferdi Sabit Soyer (CTP)
- Vice-Premier ministre : Serdar Denktas (DP)
- Ministre de l'intérieur : Ozkan Murat (CTP)
- Ministre des finances : Ahmet Uzun (CTP)
- Ministre de l'économie et du tourisme : Dervis Kemal Deniz (DP)
- Ministre des affaires étrangères et de l'agriculture : Huseyin Oztoprak (DP)
- Ministre de l'éducation et de la culture : Canan Oztoprak (CTP)
- Ministre des transports et de la fonction publique : Salih Usar (CTP)
- Ministre de l'emploi et de la sécurité sociale : Sonay Adem (CTP)
- Ministre de la santé : Esref Vaiz (CTP)
- Ministre de la jeunesse et des sports : Ozkan Yorgancioglu (CTP)